# Zyzomys palatalis
Zyzomys palatalis är en däggdjursart som beskrevs av Darrell J. Kitchener 1989. Zyzomys palatalis ingår i släktet Zyzomys och familjen råttdjur. Inga underarter finns listade. Det vetenskapliga namnet stavas i flera zoologiska avhandlingar felaktig Zyzomys palatilis.
Denna gnagare är endemisk för ett litet område i nordöstra Northern Territory, Australien. Landskapet där kännetecknas av sandstensformationer och vegetationen domineras av vinplantor. Ibland uppsöker arten angränsande regnskogar och torra skogar.
Djuret når en vikt av cirka 120 gram. Zyzomys palatalis har en gråbrun päls på ovansidan och en ljusbrun till vit päls på buken. Vid hotfulla situationer förlorar arten ibland delar av pälsen eller den morrotformiga svansen. Kroppslängden (huvud och bål) är 9 till 15 cm, svansen är 10 till 15 cm lång, bakfötternas längd är 2,6 till 3,0 cm och öronen är 1,7 till 2,0 cm stora.
Individerna är nattaktiva och de går främst på marken där de letar efter frukter som ramlade eller efter frön. Reviren är cirka en hektar stora och olika exemplar har överlappande territorier. Zyzomys palatalis gör ibland längre vandringar.
Hela beståndet uppskattas vara mindre än 2000 individer. Populationen är känslig för större bränder och troligen dödas flera individer av förvildade tamkatter. IUCN listar Zyzomys palatalis som akut hotad (CR). För att bevara arten avlas den i fångenskap och återintroduceras sedan vid lämpliga platser.